# Phryno parva
Phryno parva är en tvåvingeart som först beskrevs av Macquart 1835.  Phryno parva ingår i släktet Phryno och familjen parasitflugor.
Artens utbredningsområde är Frankrike. Inga underarter finns listade i Catalogue of Life.